# 萬雲龍
萬雲龍，即雲龍和尚，清乾隆時僧人，福建漳州漳浦人，是莆田福清天地會領袖。

## 簡介
萬雲龍在漳浦在1768與1770年兩次起事，都被清廷打敗，折損數百人。